# Schmalspurbahn Šabac–Banja Koviljača
| Šabac–Banja Koviljača                | Šabac–Banja Koviljača   |
| ------------------------------------ | ----------------------- |
| Bahnhof Loznica am Tag der Eröffnung |                         |
| Spurweite:                           | 760 mm (Bosnische Spur) |
|                                      |                         |

Die Schmalspurbahn von Šabac nach Banja Koviljača war eine Bahnlinie bosnischer Spurweite (760 mm) im Westen von Serbien.

## Geschichte
Ein im Dezember 1898 vom Königreich Serbien beschlossenes Eisenbahngesetz, welches die Erschließung des Landes auf der Schiene zum Ziel hatte, enthielt auch Vorschläge für insgesamt neun Schmalspurstrecken. Diese sollten einheitlich in einer Spurweite von 760 mm ausgeführt werden, um eine allfällige Verbindung mit dem von Österreich-Ungarn in Bosnien-Herzegowina errichteten umfangreichen Streckennetz gleicher Spurweite zu ermöglichen. Bis zum Ausbruch des Ersten Balkankrieges 1912 konnten sechs Strecken realisiert werden, die Bahn von Šabac nach Banja Koviljača im Jahr 1910. Sie wurde als Bezirksbahn durch die lokale Verwaltung betrieben und war damit eine von zwei Schmalspurbahnen in Serbien, die solchermaßen organisiert waren.
Banja Koviljača war im serbischen Königreich ein bedeutender Kurort. Als Zubringer zum Kurbetrieb war die Bahn auch mit einem komfortablen Wagenpark, unter anderem Salonwagen für Angehörige des Königshauses, ausgestattet. Im Güterverkehr diente die Eisenbahnstrecke insbesondere der Holzabfuhr aus der gebirgigen Grenzregion. Die ca. 60 Kilometer lange Strecke verlief unweit der Drina und berührte unter anderem auch den für die damalige Zeit bedeutenden Marktflecken Loznica, der im ursprünglichen Projekt von 1898 noch als Endpunkt vorgesehen war.
Mehrere nach Gründung des Königreiches der Serben, Kroaten und Slowenen in den 1920er- und 1930er-Jahren ausgearbeitete Pläne zur Erweiterung des Schienennetzes sahen neben umfangreichen Streckenneubauten in Normalspur auch Erweiterungen des Schmalspurnetzes vor. So sollte die Bezirksbahn von Loznica über Zvornik nach Tuzla verlängert werden, womit eine Verbindung mit den Schmalspurbahnen in Bosnien-Herzegowina hergestellt gewesen wäre. Ein Konzept von 1927 sah weiters eine Verbindung von Šabac nach Obrenovac als Bestandteil einer Schmalspurmagistrale von Belgrad nach Nordbosnien vor. Die Folgen der Weltwirtschaftskrise der 1920er-Jahre, die die Finanzierung durch internationale Geldgeber unmöglich machte, sowie nationalistische Tendenzen innerhalb Jugoslawiens verzögerten den Bahnausbau bis letztlich 1941 der Angriff der deutschen Wehrmacht jegliche Entwicklung stoppte.
Der Wiederaufbau Jugoslawiens nach dem Zweiten Weltkrieg sah neben der Reparatur des Streckennetzes weiterhin eine Reihe von neuen Bahnprojekten vor, im Wesentlichen handelte es sich dabei um Projekte, die schon vor dem Krieg geplant waren. Die Bezirksbahn wurde 1950 durch eine ca. 80 km lange Normalspurstrecke von Šabac nach Zvornik ersetzt. Für dieses Projekt diente die Schmalspurstrecke von 1948 bis 1950 als Bau- und Transportträger.
Infolge der geschichtlichen Wechselfälle kamen Lokomotiven sehr unterschiedlicher Herkunft zum Einsatz, darunter Maschinen aus deutschen und ungarischen Reparationsleistungen. Ursprünglich sollte die neue Normalspurverbindung über die Drina und weiter durch die bosnischen Berge bis nach Tuzla geführt werden und so das schon vor dem Krieg ausgearbeitete Projekt nun in Normalspur realisiert werden. Die Planungs- und Vermessungsarbeiten waren bereits durchgeführt worden, aber das Vorhaben wurde aus finanziellen Gründen und wegen der Priorisierung anderer Projekte nicht zu Ende geführt. Die Bahn endet daher auf der serbischen Seite der Drina in einer Bahnstation, die später Mali Zvornik benannt wurde, heute eine Kleinstadt mit ca. 5000 Einwohnern.
Unweit dieses Ortes befinden sich umfangreiche Bunkeranlagen, in denen sich der letzte jugoslawische König Peter II. im April 1941 vor den anrückenden deutschen Truppen bis zu seiner Flucht ins Exil versteckte.
Derzeit wird die Strecke von Šabac nach Mali Zvornik nur im Güterverkehr betrieben. Seit den 1980er Jahren zweigt nördlich von Zvornik eine Strecke über Karakaj nach Tuzla ab.